# Raville-sur-Sânon
Raville-sur-Sânon ist eine französische Gemeinde im Département Meurthe-et-Moselle in der Verwaltungsregion Grand Est. Sie gehört zum Arrondissement Lunéville und zum Kanton Lunéville-1. Der Fluss Sânon begrenzt die Gemeinde im Nordosten. Nachbargemeinden sind Bauzemont im Nordosten, Crion im Südosten, Bienville-la-Petite im Süden, Bonviller im Südwesten und Einville-au-Jard im Nordwesten.

## Bevölkerungsentwicklung
| Jahr      | 1962 | 1968 | 1975 | 1982 | 1990 | 1999 | 2008 | 2019 |
| --------- | ---- | ---- | ---- | ---- | ---- | ---- | ---- | ---- |
| Einwohner | 116  | 124  | 97   | 80   | 92   | 94   | 103  | 102  |

## Sehenswürdigkeiten

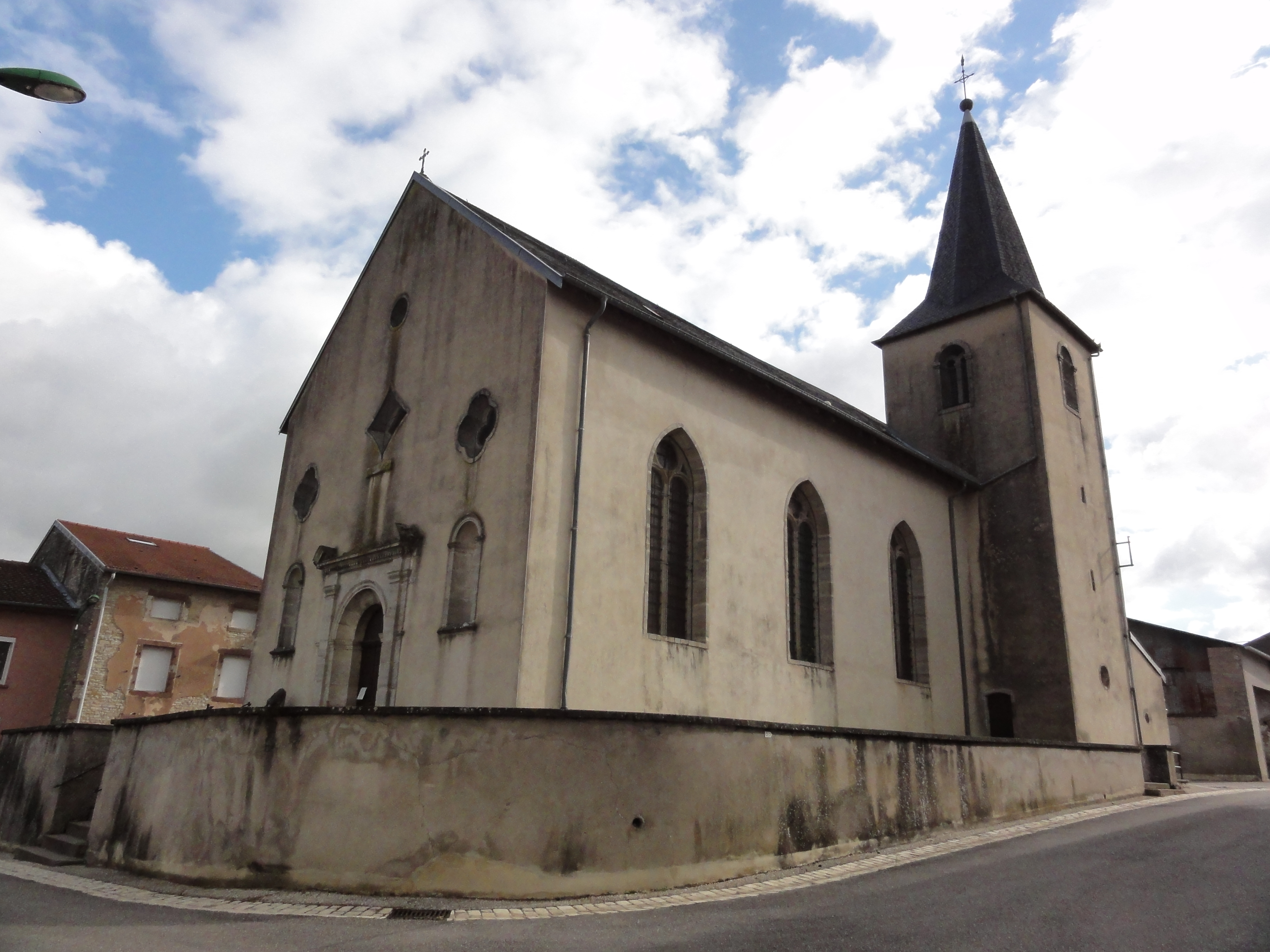
Kirche Saint-Gengoult
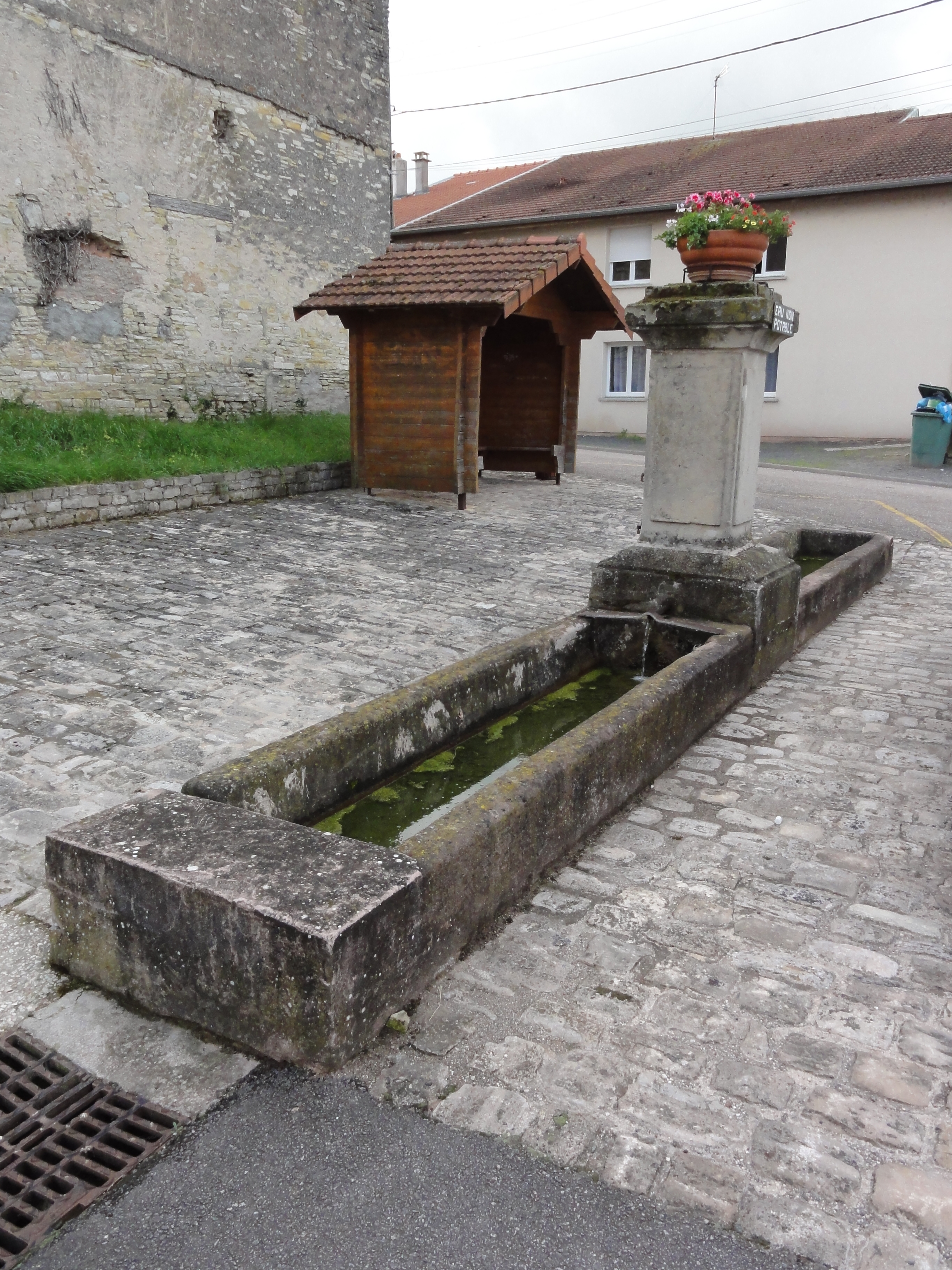
Dorfbrunnen